# Diego Fernando Salazar

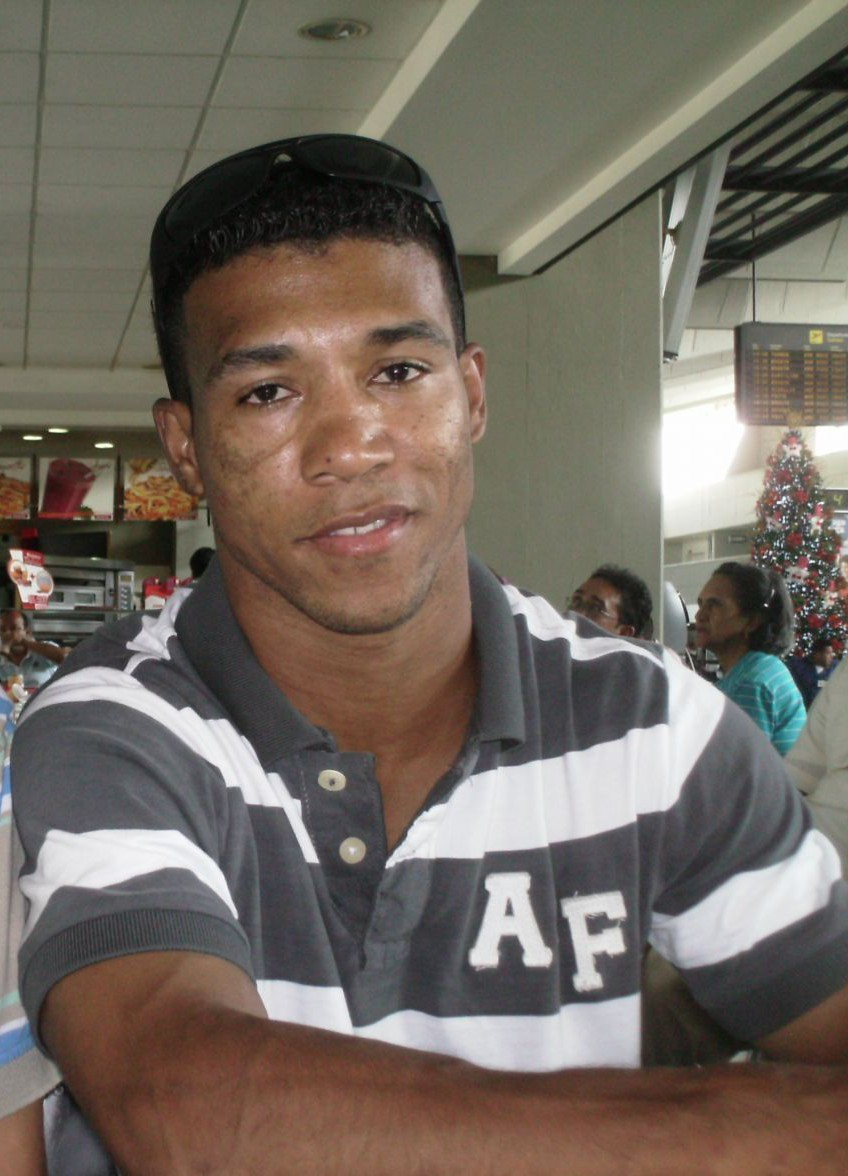
Diego Salazar (2010)

Diego Fernando Salazar Quintero (* 3. Oktober 1980 in Tuluá (Valle del Cauca)) ist ein kolumbianischer Gewichtheber.

## Sportliche Laufbahn
Seinen ersten Erfolg feierte Salazar im Jahr 1999, als er bei den Panamerikanischen Spielen in Winnipeg den zweiten Platz in der Klasse bis 56 Kilogramm holte. Er bewältigte damals 255 Kilogramm. Zu seinen jüngsten Erfolgen zählen die im Jahr 2006 errungene Bronzemedaille bei den Weltmeisterschaften im Gewichtheben in der Klasse bis 62 Kilogramm für die er 295 Kilogramm stemmte und sein erster Platz bei den Panamerikanischen Spielen 2007 in Rio de Janeiro, für den er 290 Kilogramm in die Höhe brachte. 

### Olympische Spiele
Bei seiner ersten Olympiateilnahme 2004 in Athen hatte er sich auf Grund einer Verletzung von den Spielen zurückziehen müssen. Vier Jahre später bei den Spielen in Peking, gelang es ihm durch Heben von 305 Kilogramm eine Silbermedaille zu erlangen. Diese war die erste Medaille für Kolumbien bei diesen Spielen und insgesamt die zehnte kolumbianischer Mannschaften bei Olympischen Spielen.